# Embryogenese

Embryogenese bij de mens

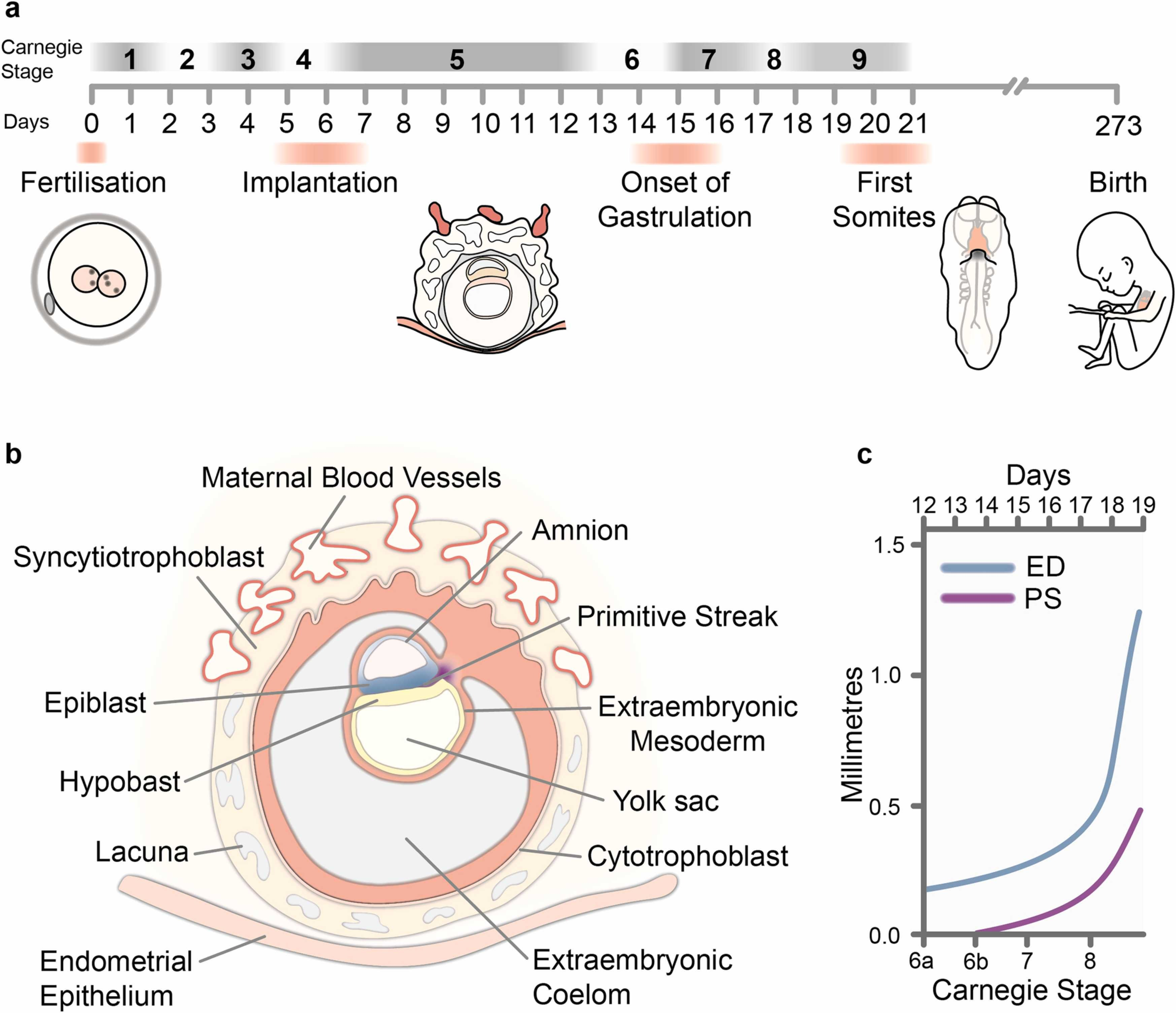
Gastrulatie bij de mens

De embryogenese is de ontwikkeling van de bevruchte eicel van een dier tot een embryo. Het embryo kan in de moeder, een eikapsel of eierschaal zitten. Bij de mens en de aap duurt de embryogenese gerekend vanaf de postmenstruele leeftijd ongeveer negen weken of zeven weken vanaf de bevruchting, waarbij de zygote middels klievingen zich ontwikkelt van embryo tot foetus. Bij paarden en schapen omvat deze periode gerekend vanaf de conceptionele leeftijd 40 dagen. Bij het konijn gerekend vanaf de postmenstruele leeftijd 18 dagen, de rat 13 dagen en de muis 9 dagen. Bij de Aziatische olifant en de bosolifant duurt de embryogenese gerekend vanaf de postmenstruele leeftijd 100–120 dagen. De embryogenese bij de zebravis duurt 24 uur en bij de banenenvlieg 21 tot 24 uren gerekend vanaf de bevruchting.
De stadia die in de embryogenese worden onderscheiden zijn achtereenvolgens zygote, morula (het vroegste embryonale stadium), blastula en bij gewervelden vervolgens de blastocyste, gastrulatie, neurulatie en, na de eerste periode van groei, de organogenese.

## Stadia van de embryogenese

### Zygote
De zygote of bevruchte eicel is de eerste ontwikkelingsfase, direct na de versmelting van een eicel met een zaadcel (de bevruchting).

### Morula
Vanuit de zygote vormt zich, door klieving (celdeling) de morula, een celklompje dat bestaat uit 16 tot 32 kleine diploïde cellen. Tijdens deze eerste ontwikkelingsfase neemt het embryo niet in volume toe. In de gevormde morula treedt de eerste celdifferentiatie op. De cellen binnen het klompje gaan het uiteindelijke embryo zelf vormen, de embryoblast, onder te verdelen in epiblast en hypoblast. De cellen die aan het oppervlak liggen, gaan de vruchtvliezen en placenta vormen, de trofoblast.

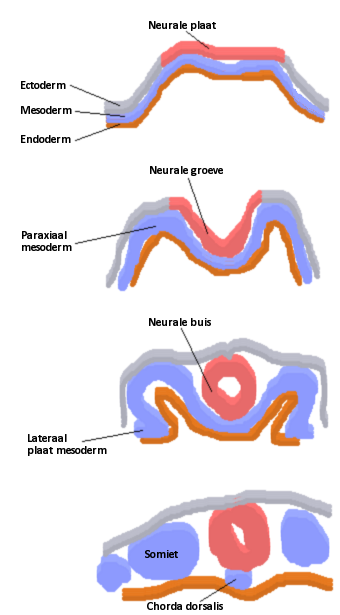
Verschillende stadia van de neurulatie

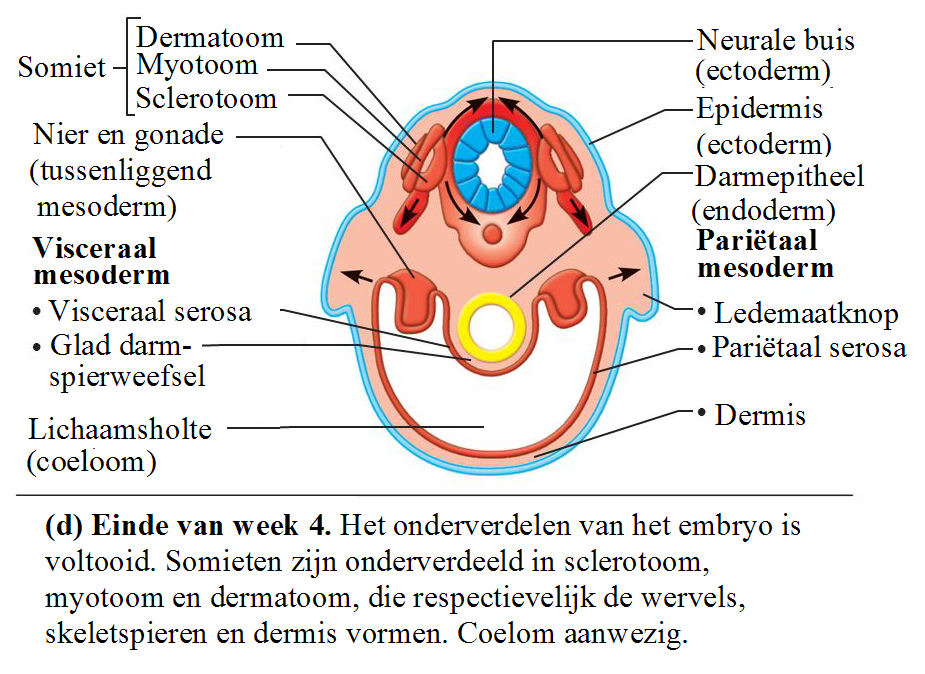
Menselijk embryo eind week 4 (gerekend vanaf de bevruchting) met de ontwikkelde somieten

### Blastula
Het stadium van de blastula onderscheidt zich van de morula omdat zich in het embryo een holte heeft gevormd, de blastocoel. De kant waar de cellen zitten die de embryoblast gaan vormen, is de embryonische pool, de andere zijde de ab-embryonische pool. De trofoblast differentieert zich in cytotrofoblast en syncytiotrofoblast. Bij aankomst in de uterus nestelt het embryo zich in het endometrium. Het syncytiotrofoblast maakt het hormoon hCG (humaan choriongonadotrofine) aan dat het corpus luteum (gele lichaam) in stand houdt en zo indirect de aanmaak van het hormoon progesteron stimuleert.

### Blastocyste
De blastocyste is bij de meeste zoogdieren (buideldieren en hogere zoogdieren) het vervolg op de blastula.
Bij zoogdieren, waarbij implantatie (innesteling) in de baarmoeder moet plaats vinden, bevinden de cellen die het eigenlijke embryo zullen gaan vormen zich in de zogeheten embryoblast of binnenste celmassa (Inner Cell Mass (ICM)), een klompje cellen dat zich excentrisch in de blastocyste bevindt en dat vanaf dan embryoblast heet. De rest van de blastocyste, trofoblast genaamd, vormt extra-embryonaal weefsel zoals de placenta (moederkoek) en het amnion (vruchtvlies), dat nodig is voor de implantatie. Deze laag omringt de embryoblast of binnenste celmassa en een met vloeistof gevulde holte die bekend staat als de blastocoel. In de late blastocyste staat het trofectoderm bekend als de trofoblast. Uit de trofoblast ontstaan het chorion en het amnion, de twee foetale membranen die het embryo omringen. De placenta is afgeleid van het embryonale chorion (het deel van het chorion dat villi ontwikkelt) en het onderliggende baarmoederweefsel van de moeder.

### Gastrulatie
Tijdens de gastrulatie wordt uit de tweelagige structuur die het embryo nu heeft een drielagig kiemblad gevormd. Dit proces begint met de vorming van de primitieve streep (bij zoogdieren en vogels) of blastoporus (oermond bij amfibieën). Via de primitieve streep stulpen zich cellen van het epiblast naar binnen. De eerste golf cellen vormen samen met de cellen van de hypoblast het endoderm. De tweede golf vormt een derde laag tussen het endoderm en het ectoderm dat wordt gevormd uit de epiblast, het mesoderm. Mesenchymatische stamcellen zorgen voor het mesoderme deel van de gastrula. Zodra de kiemlagen worden gevormd, begint het proces van orgaanontwikkeling of organogenese.

### Neurulatie
Neurulatie is het vouwen van de neurale plaat tot de neurale buis. Door invaginatie (instulping) van de neurale plaat vormt zich de neurale groeve met de neurale plooien. Uiteindelijk groeien de buitenste uiteinden van de neurale plooien tegen elkaar aan door snelle klieving van ectodermcellen en wordt de neurale buis gevormd. Een deel van het mesoderm dat tegen de neurale groeve aanligt, het paraxiaal mesoderm, vormt verscheidene somieten. De somieten gaan de spieren, het skelet en de lederhuid vormen. Het deel van het mesoderm dat tussen beide delen paraxiaal mesoderm in ligt, het axiaal mesoderm, vormt in het embryo de chorda dorsalis, een structuur die zoogdieren delen met andere chordadieren.

## Afbeeldingen

Telolecithale, discoidale eicel (0 uur), die zich in tweeën deelt (0,75 uur) en zich blijft delen totdat er duizenden kleine cellen zijn (3,25 uur). De cellen migreren vervolgens langs de zijkanten van de dooier (8 uur) en beginnen een kop en staart te vormen (16 uur). De staart groeit dan en scheidt zich van het lichaam (24 uur). De dooier krimpt na verloop van tijd omdat het embryo hem als voedsel gebruikt gedurende de eerste paar dagen (72 uur)
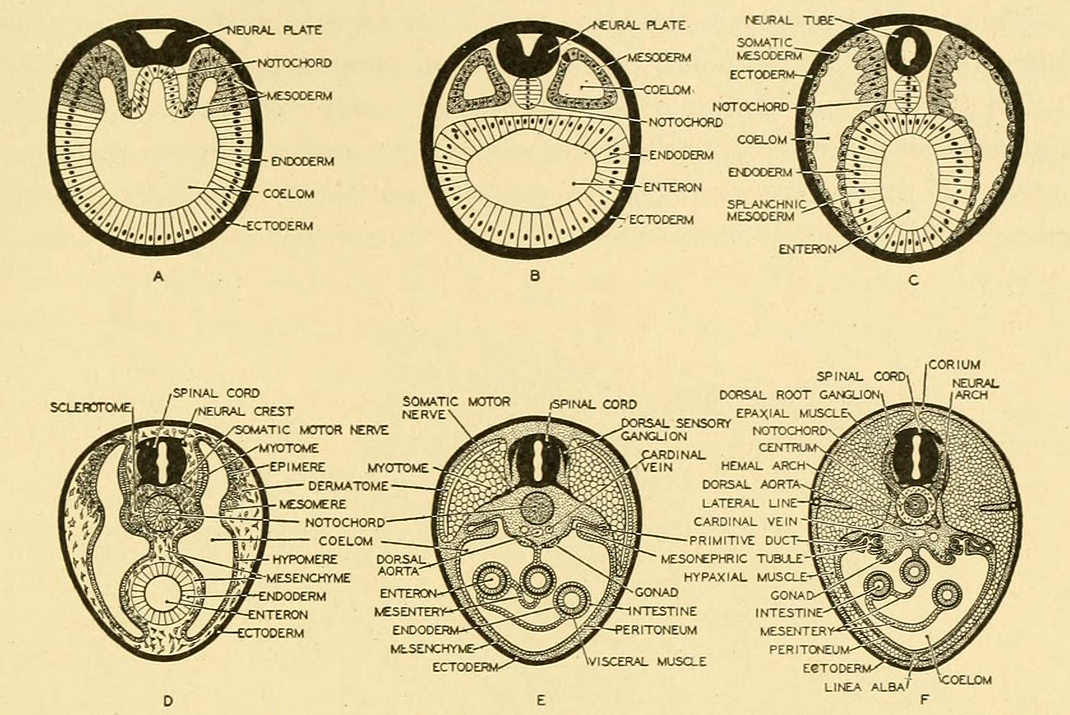
Embryogenese en ontogenese bij gewervelden
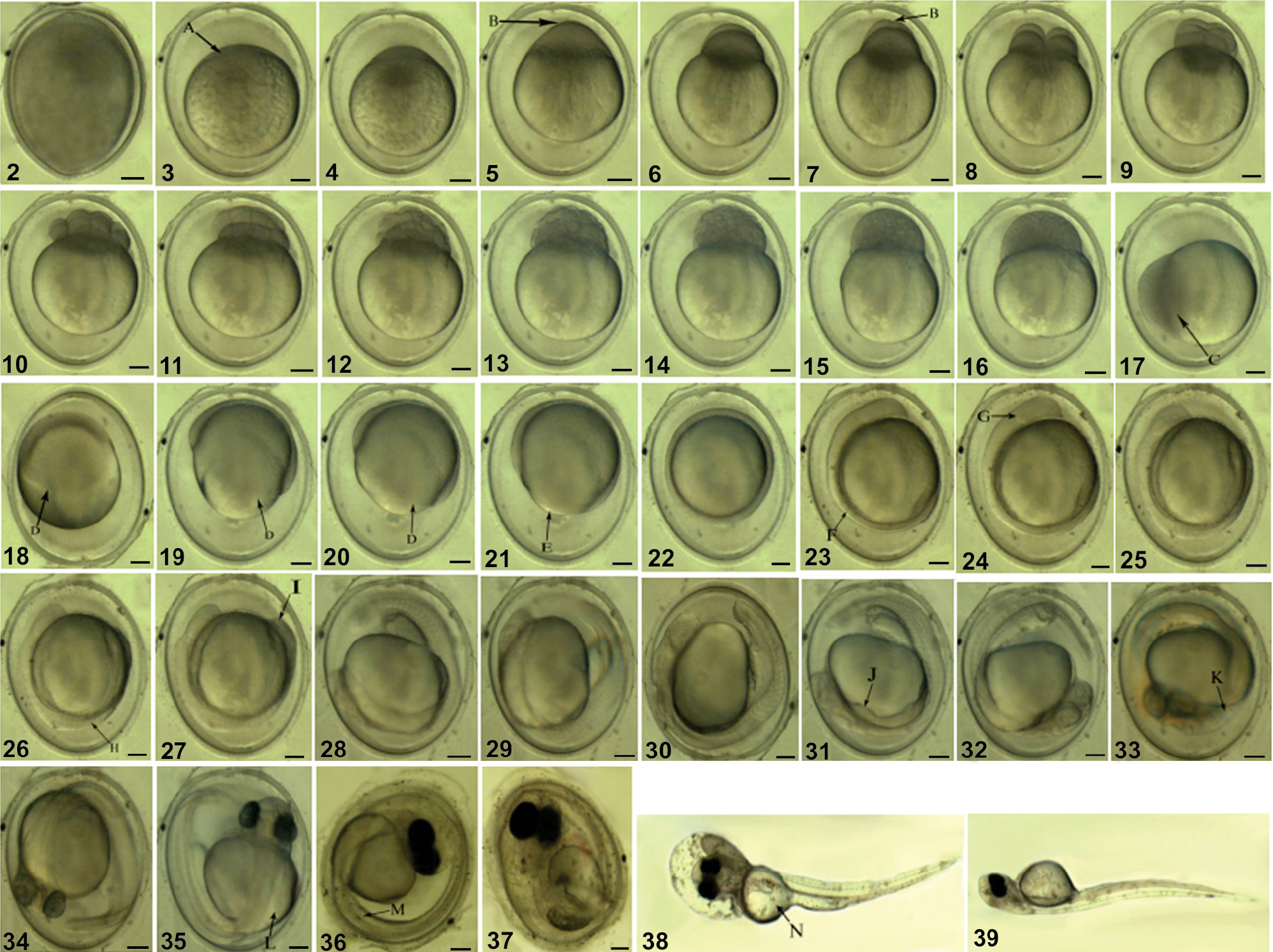
Ontwikkeling van ei tot larve bij blauwband (vis) in 109,25 uren vanaf bevruchting
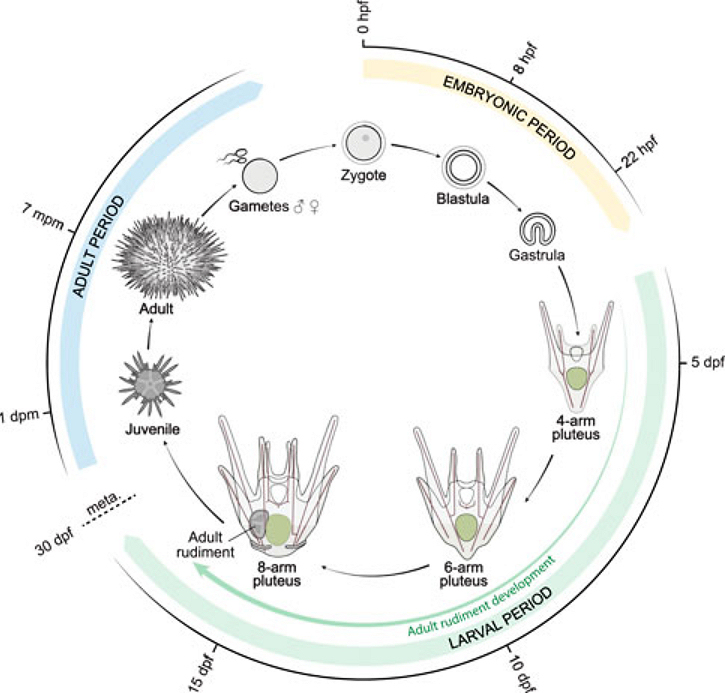
Levenscyclus van Paracentrotus lividus (zee-egel). dpf: dagen na bevruchting; dpm: dagen na de metamorfose; hpf: uren na bevruchting; mpm: maanden na de metamorfose